# Reino de Gibraltar
O Reino de Gibraltar era um território posteriormente conquistado pelas tropas cristãs. Foi regida por Abedal Maleque, filho do sultão do Império Merínida entre os anos 1333 e 1340. Após o cerco o por Afonso XI de Castela, o emir Issa ibne Haçane se proclamou em 1355 Rei de Gibraltar e de sua terra. O reino seria proclamado em 15 de dezembro de 1462 por Henrique IV, incorporando-o a seus títulos.